# Dussack

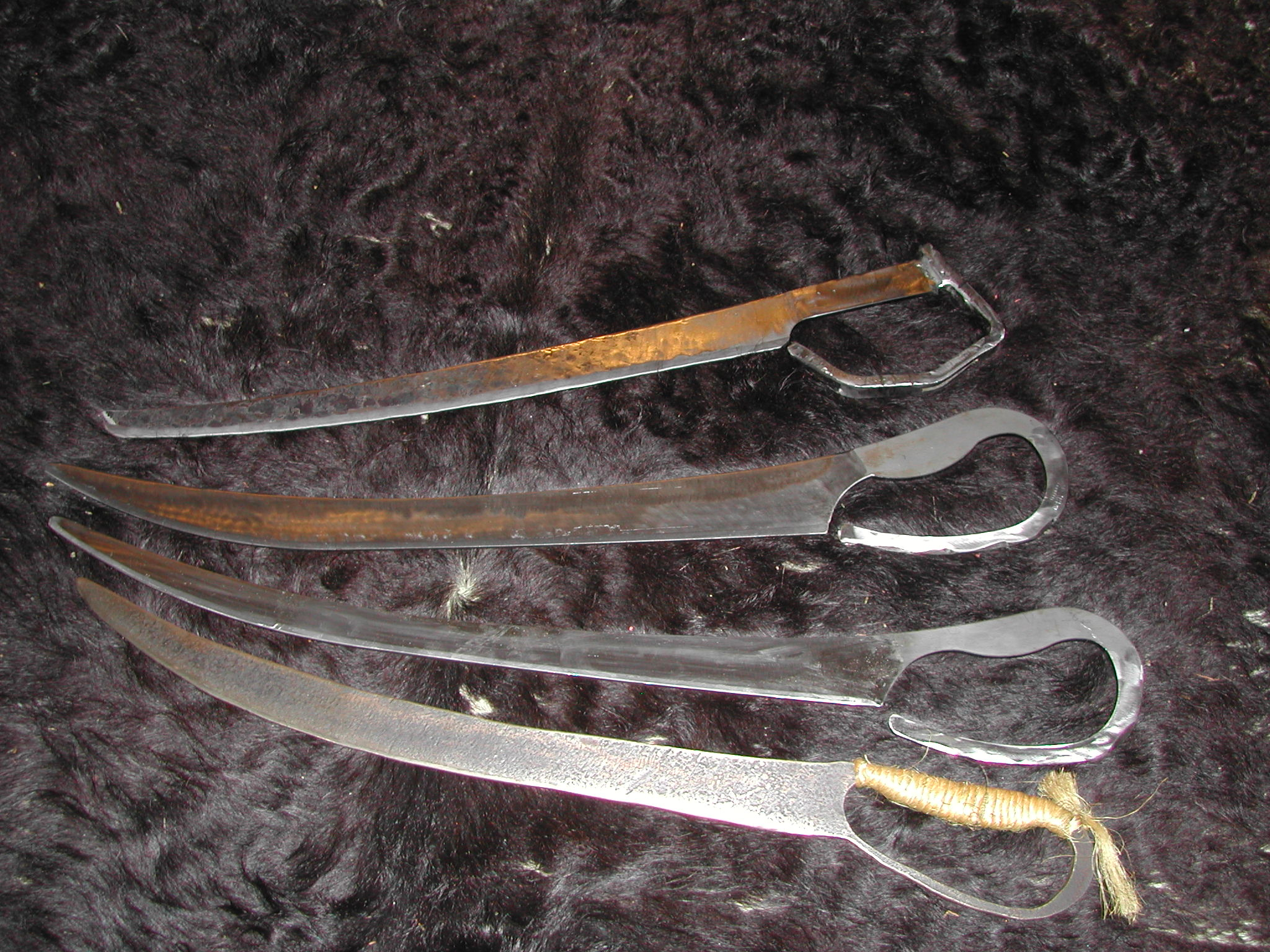
Verschillende dussacken.

De dussack, ook wel dusack, dussak, dusak, dussägge, thiesak of tisacke genoemd (afgeleid van het Tsjechische tesák, hartsvanger), is een laatmiddeleeuws, eenhandig gehanteerd slag- en steekwapen (vgl. sabel) met gekromde snede. De dussack ontstond vermoedelijk in de 15e eeuw in Europa.

## Beschrijving
De Dussack bestaat uit een zeer grof bewerkte, korte kling (70-90 cm), waarin slechts een ovaal gat werd uitgesneden om de vier vingers van de hanteerhand in te steken. Het heeft een stompe snede en versmalt naar de punt toe. Zo bespaarde men zich het met de hand te doene, complexe samenvoegen van afzonderlijke onderdelen uit verschillende materialen. Voor een beter grip werd dit ovale gaat vaak met stof of leren riemen omwikkeld.

## Gebruik
De dussack was niet echt geschikt om als oorlogswapen te gebruiken, omdat het te zwaar en onhandig was. Het werd voornamelijk als dueleerwapen of op schermscholen gebruikt. De dussack werd zeer populair; mensen van verschillende lagen van de bevolking oefenden zich in het gebruik ervan. Bij het oefenen werden echter meestal een houten dussack gebruikt.